# Lord of the Flies (sång)
Lord of the Flies är en singel och låt av det brittiska heavy metal-bandet Iron Maiden. Den släpptes den 2 februari 1996. Det är den andra singeln (tredje om man räknar Part I och Part II av Man On The Edge singeln som två olika singlar) från albumet The X Factor. Låten är skriven av basisten Steve Harris och gitarristen Janick Gers. 
Låten är baserad på William Goldings roman, Flugornas herre från 1954 som också har blivit film två gånger. Låten samt boken handlar om en grupp pojkar som strandar på en tropisk ö. De försöker skapa en demokrati tillsammans, men misslyckas och snart tar våldet överhand. Låten är energirik och förklarar människans natur som finns inom oss alla. 
Med finns även två b-sidor. "Doctor Doctor" är en cover på bandet UFO och från deras album "Phenomenon" från 1974. Den andra låten är en cover på The Who och låten "My Generation" från 1965.

## Låtlista
1. "Lord Of The Flies"  (Harris, Gers)
2. "My Generation" (Townshend)
3. "Doctor Doctor" (Schenker, Mogg)

## Banduppsättning
- Steve Harris - bas
- Blaze Bayley - sång
- Janick Gers - gitarr
- Nicko McBrain - trummor
- Dave Murray - gitarr